# Dampflokomotivenmuseum Shenyang
Koordinaten: 41° 48′ 25,6″ N, 123° 18′ 47,9″ O
Das Dampflokomotivenmuseum Shenyang (chinesisch 沈阳蒸汽机车博物馆, Pinyin Shenyang zhengqi jiche bowuguan, englisch Shenyang Steam Locomotive Museum), das aus der Dampflokomotiven-Ausstellungshalle der Shenyang-Eisenbahn (chinesisch 沈阳铁路蒸汽机车陈列馆, Pinyin Shenyang tielu zhengqi jiche chenlieguan, englisch Shenyang Railway Steam Locomotive Exhibition Hall) hervorgegangen ist, ist das größte seiner Art in der Volksrepublik China. Es sind Dampflokomotiven aus neun Ländern ausgestellt. Das Museum befindet sich heute auf der Straße Zhonggong Beijie 64 im Stadtbezirk Tiexi in Shenyang. 

## Ausgestellte Lokomotiven
| Bezeichnung     | Photo     | Fahrwerk       | Baujahr | Hersteller                    | Bemerkung        |
| --------------- | --------- | -------------- | ------- | ----------------------------- | ---------------- |
| DB1-28          |           | 2-6-4T (1'C'2) | 1907    | ALCO (USA)                    |                  |
| DK5-250         |           | 2-10-0 (1'E)   | 1958    | Resita (Romania)              |                  |
| FD20-1227       |           | 2-10-2 (1'E'1) | 1931    | Woroschilovgrad (Sowjetunion) |                  |
| GJ-1038         |           | 0-6-0 (C)      | 1960    | Chengdugungchang              |                  |
| JF2-2525        |           | 2-8-2 (1'D'1)  | 1928    | Shahekou                      | (SMR) 3 Zylinder |
| JF3-2558        |           | 2-8-2 (1'D'1)  | 1930    | Škoda                         |                  |
| JF6-3329        |           | 2-8-2 (1'D'1)  | 1940    | ? (Japan)                     |                  |
| JS-5003         |           | 2-8-2 (1'D'1)  | 1960    | Dalian                        |                  |
| PL1-20          |           | 2-6-2 (1'C'1)  | 1908    | ALCO (USA)                    |                  |
| QJ-1043         |           | 2-10-2 (1'E'1) | 1983    | Datong                        |                  |
| QJ-1316         |           | 2-10-2 (1'E'1) | 1972    | Datong                        |                  |
| QJ-6368         |           | 2-10-2 (1'E'1) |         | Datong                        |                  |
| RM-1247         |           | 4-6-2 (1'E'1)  | 1958    | Datong                        |                  |
| SL5-292         |           | 4-6-2 (2'C'1)  | 1927    | Shahekou                      | (SMR)            |
| SL7-751 Pashina |           | 4-6-2 (2'C'1)  | 1934    | Kawasaki / Dalian             | (SMR)            |
| SL8-815         |           | 4-6-2 (2'C'1)  | 1940    | Darien                        |                  |
| SL13-902        |           | 4-6-2 (2'C'1)  | 1935    | Werkspoor                     |                  |
| ST2-22          |           | 2-10-2 (1'E'1) | 1936    | Krupp (Deutschland)           |                  |
| SY-1096         |           | 2-8-2 (1'D1')  | 1967    | Tangshan                      |                  |
| XK13-3858       | XK13-3858 | 0-6-0T (C)     | 1958    | Fablok Chrzanów (Poland)      |                  |